# Un glonț pentru Joey
Un glonț pentru Joey (în engleză A Bullet for Joey) este un film noir american din 1955 regizat de Lewis Allen. În rolurile principale joacă actorii Edward G. Robinson, George Raft și Audrey Totter.

## Prezentare
În Montreal, Leduc, un inspector de poliție, descoperă încet un plan diabolic de răpire a unui fizician nuclear. Mafioți americani, spioni străini și o seductoare blondă sunt cu toții implicați.

## Distribuție
- Edward G. Robinson - Inspector Leduc
- George Raft - Joe Victor
- Audrey Totter - Joyce
- Peter Van Eyck - Hartman
- George Dolenz - Macklin
- Peter Hansen - Fred

## Legături externe
- Un glonț pentru Joey la Internet Movie Database
- Bullet for Joey at TCMDB
- Review of film at Cinema Retro